# Belas Knap
Belas Knap es un túmulo alargado neolítico situado en Cleeve Hill, cerca de Cheltenham y Winchcombe, en Gloucestershire, Inglaterra. Es un monumento antiguo planificado bajo el cuidado de English Heritage pero administrado por el Consejo del Condado de Gloucestershire. "Belas" posiblemente se deriva de la palabra latina bellus, 'hermoso', que podría describir la colina o su vista. "Knap" se deriva del inglés antiguo para la parte superior, la cresta o la cima de una colina.
Es un tipo de monumento conocido como Cotswold Severn Cairn, todos los cuales tienen una forma trapezoidal similar y se encuentran dispersos a lo largo del río Severn. Belas Knap se describe en la declaración de listado de designación de English Heritage como un "ejemplo sobresaliente que representa un grupo de túmulos alargados comúnmente conocido como el grupo Cotswold-Severn".

## Historia y propósito
Se estima que la construcción tuvo lugar alrededor del 3000 a. C., seguido de entierros sucesivos durante un período de años y luego las cámaras funerarias fueron bloqueadas deliberadamente.

## Descripción
El túmulo mide aproximadamente 54 m de largo, unos 18 m de ancho y casi 4,5 m de altura.

### Entrada falsa
Lo que parece ser la entrada principal al túmulo, con intrincados muros de piedra seca y grandes jambas y dinteles de piedra caliza es, de hecho, una falsa. Esto puede haber sido para disuadir a los ladrones, aunque se ha encontrado poco valor en cámaras de tumbas intactas. Alternativamente, podría haber sido una 'puerta espiritual', destinada a permitir que los muertos entraran y salieran y participaran de las ofrendas traídas a la tumba por sus descendientes.

### Cámaras funerarias
Las cámaras funerarias reales se encuentran a lo largo de los lados oriental y occidental del túmulo y en su ladera sur. Hay cuatro cámaras funerarias, dos en lados opuestos cerca del medio, una en el ángulo sureste y otra en el extremo sur. Estos están formados por losas de piedra verticales, unidas por muros de piedra en seco y originalmente tenían techos en voladizo.

## Excavación
En las excavaciones de 1863-1865, se encontraron los restos óseos de cinco niños, de entre 6 meses y 8 años de edad, el cráneo de un adulto joven, huesos de caballos y cerdos y fragmentos de alfarería y piedras aserradas entre los escombros que bloqueaban la "entrada falsa". Los pasajes que conducían a las cámaras estaban toscamente bloqueados con piedras y arcilla. Los dinteles y gran parte de las paredes de yeso se reconstruyeron en las líneas originales entre 1863 y 1865, cuando se exploró por primera vez el túmulo. Después de las obras entre 1928 y 1931, se aseguraron los muros, se cubrieron tres de las cámaras y se restauró el contorno del montículo. Las excavaciones en 1963 encontraron los restos de 38 esqueletos humanos, junto con huesos de animales, utensilios de pedernal y cerámica del final del Neolítico, alrededor del año 2000 a. C. Estos entierros, sin embargo, ocurrieron durante un largo período de tiempo y es posible que ninguno data de la época en que se construyó el montículo.

## Galería

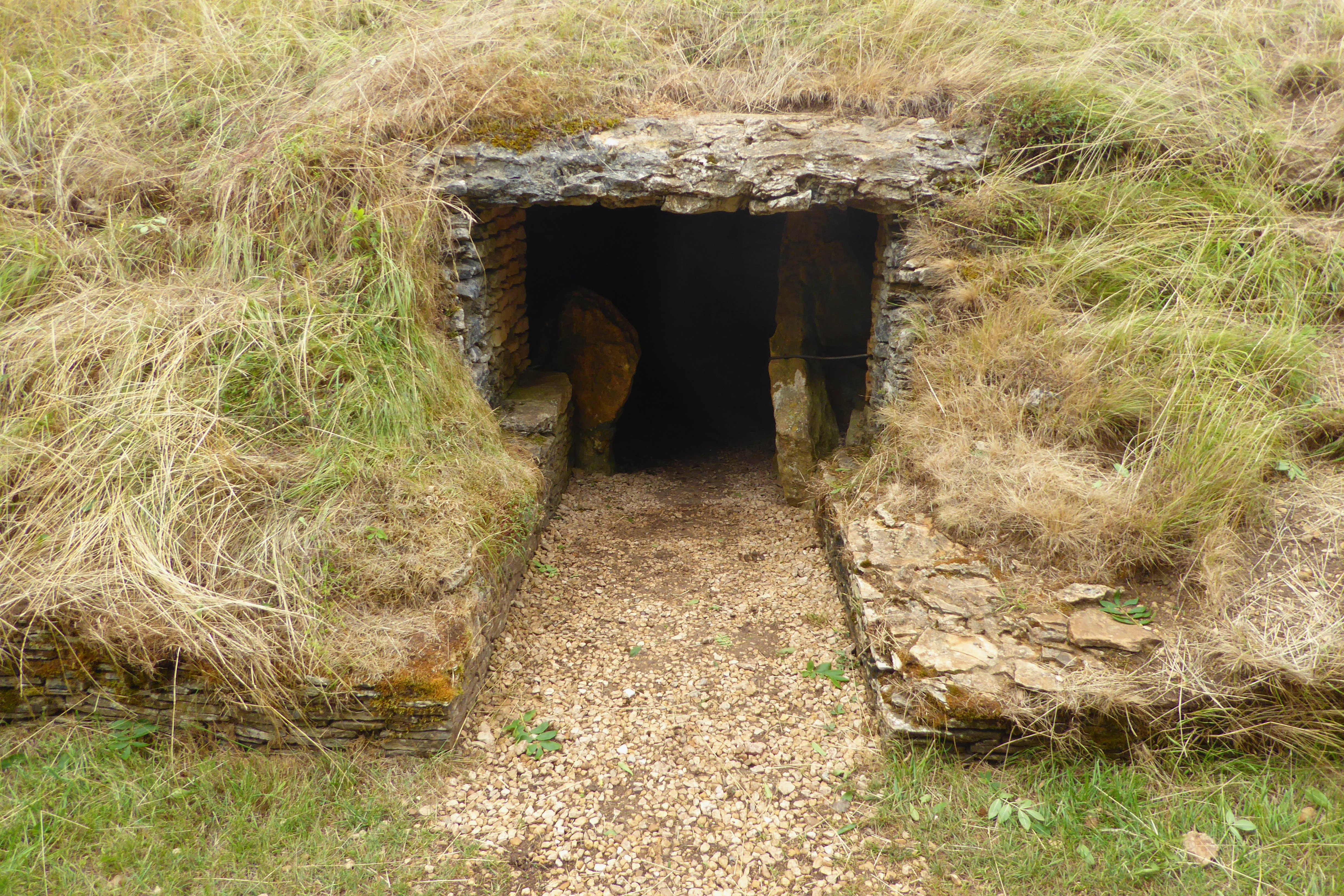
Cámara C
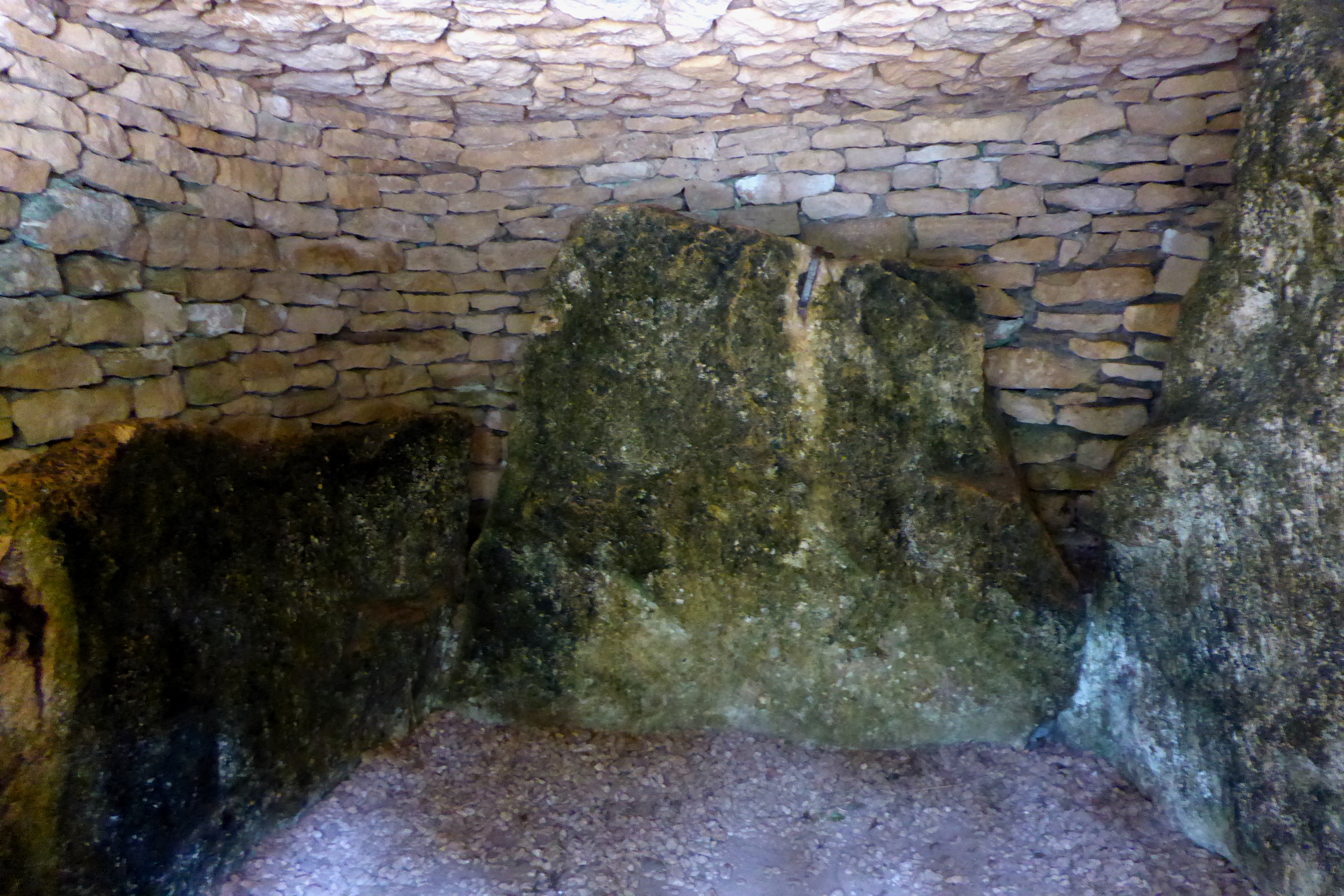
Interior de la cámara C
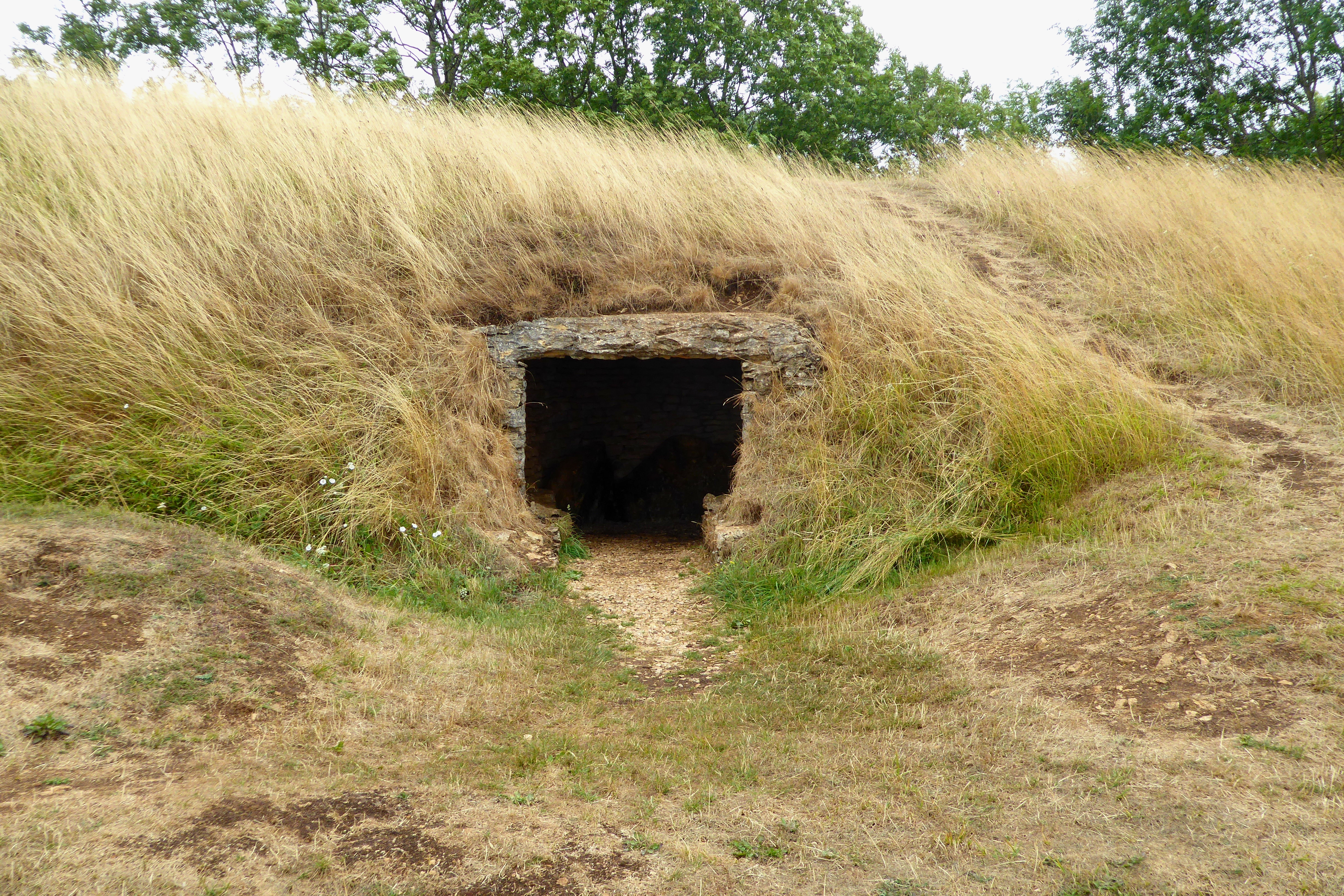
Cámara D
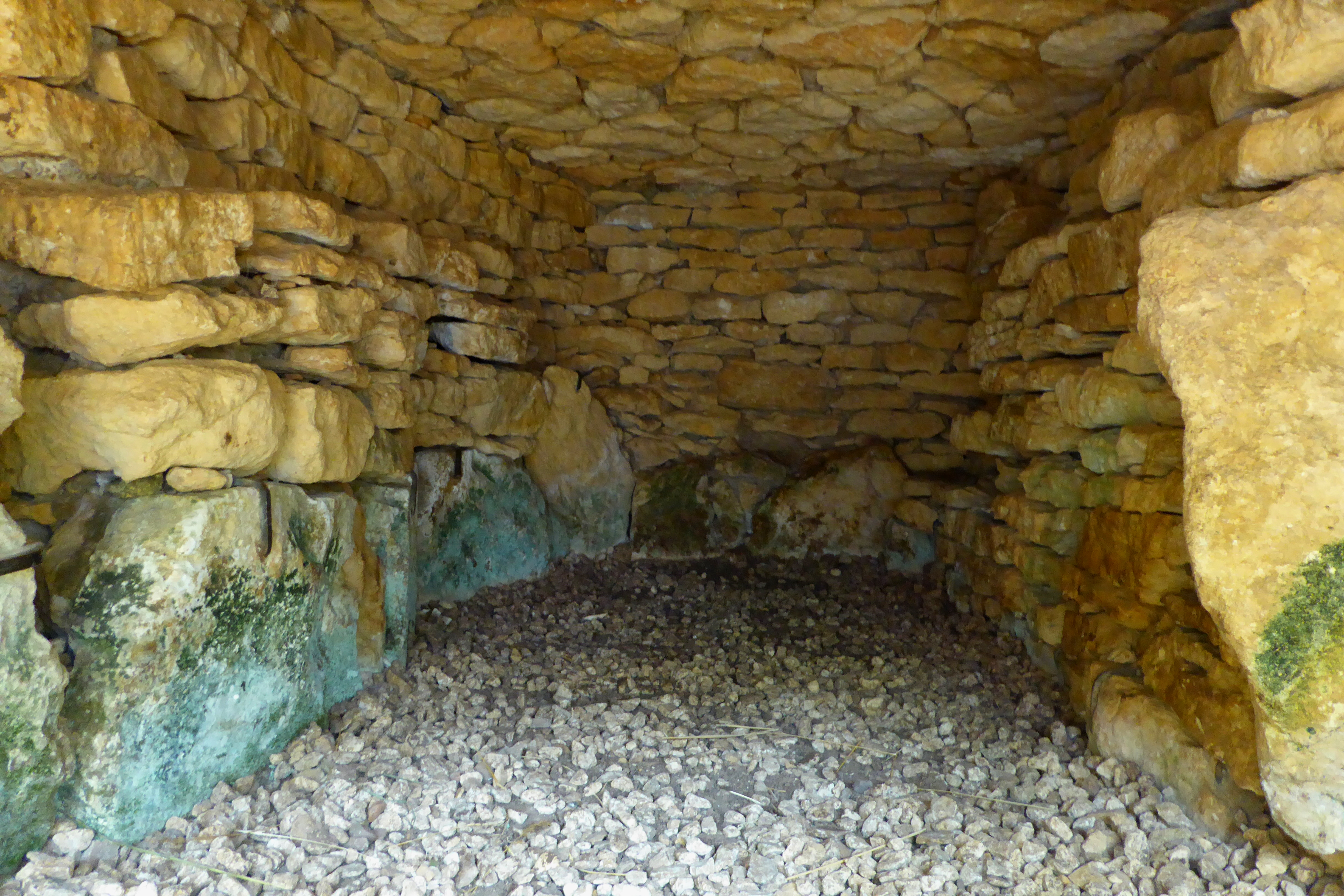
Interior de la cámara B
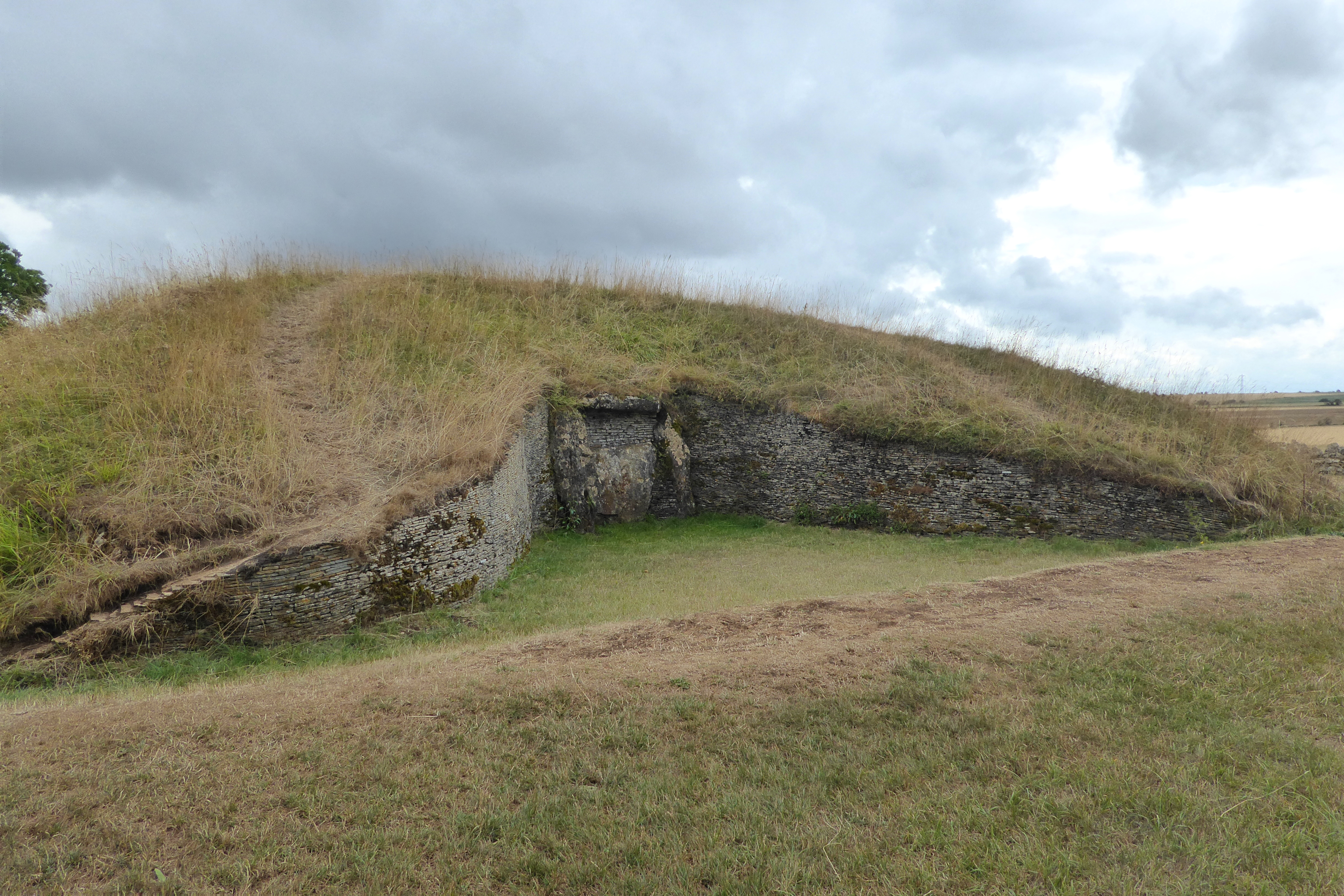
Entrada falsa